# Stefanie Moser
Pour les articles homonymes, voir Moser.
Stefanie Moser, née le 23 avril 1988, est une skieuse alpine autrichienne. Elle est spécialiste des épreuves de vitesse (descente et super G).

## Carrière
Présente dans le circuit de la Coupe d'Europe depuis 2005, elle participe à sa première course de Coupe du monde en janvier 2007 à l'occasion du super combiné d'Altenmarkt-Zauchensee (elle termine 17e). Elle est ensuite médaillée de bronze aux Championnats du monde junior à Formigal dans l'épreuve du super G derrière Viktoria Rebensburg et Anna Fenninger. 
Malgré une blessure à la cheville contractée durant la préparation de la saison, elle obtient ses meilleurs résultats lors de l'hiver 2012-2013, enlevant son premier titre national en descente, participant à ses premiers Championnats du monde à Schladming et obtenant deux cinquièmes places en descente à Lake Louise et à Garmisch-Partenkirchen dans la Coupe du monde.
Elle mat fin à sa carrière sportive en 2016, pour travailler dans les douanes.

## Palmarès

### Championnats du monde
| Épreuve / Édition | Schladming 2013 |
| Descente          | Abanbdon        |

### Coupe du monde
- Meilleur classement général : 39e en 2013.
- Meilleur résultat : 5e à deux reprises.

#### Différents classements en Coupe du monde
| Saison / Épreuve | Saison / Épreuve | Général | Général | Descente | Descente | Super G | Super G | Comboiné | Comboiné |
| ---------------- | ---------------- | ------- | ------- | -------- | -------- | ------- | ------- | -------- | -------- |
| Saison / Épreuve | Saison / Épreuve | Class.  | Points  | Class.   | Points   | Class.  | Points  | Class.   | Points   |
| 2007             | 2007             | 109e    | 14      | -        | -        | -       | -       | 33e      | 14       |
| 2011             | 2011             | 88e     | 48      | 38e      | 21       | 34e     | 22      | 40e      | 5        |
| 2012             | 2012             | 47e     | 156     | 30e      | 52       | 24e     | 83      | 21e      | 21       |
| 2013             | 2013             | 39e     | 209     | 18e      | 147      | 26e     | 50      | 31e      | 12       |
| 2014             | 2014             | 45e     | 143     | 21e      | 123      | 39e     | 17      | 28e      | 3        |
| 2015             | 2015             | 104e    | 9       | 41e      | 9        | -       | -       | -        | -        |
| 2016             | 2016             | 115e    | 7       | 45e      | 7        | -       | -       | -        | -        |

### Championnats du monde junior
- Formigal 2008 :
  -  Médaille de bronze en slalom géant.

### Coupe d'Europe
- Meilleur classement général : 3e en 2009.
- Vainqueur du classement de la descente en 2009 et 2011.
- 7 victoires.

### Championnats d'Autriche
- Championne de la descente en 2013.